# Melanagromyza ferulae
Melanagromyza ferulae är en tvåvingeart som beskrevs av Spencer 1966. Melanagromyza ferulae ingår i släktet Melanagromyza och familjen minerarflugor.
Artens utbredningsområde är Italien. Inga underarter finns listade i Catalogue of Life.